# Aeroportul Carcassonne
Aeroportul Carcassonne (IATA: CCF, ICAO: LFMK) este un aeroport din Carcassonne, Cantonul Carcassonne-Est, Arondismentul Carcassonne, Aude, Occitania, Franța metropolitană, Franța ce deservește zona Carcassonne. Aeroportul a fost tranzitat în 2022 de 279.275 de pasageri. A fost numit după zona deservită.
Situat la o altitudine de 132 m, aeroportul dispune de 2 piste. Este operat de Transdev⁠(d).

## Infrastructură

### Piste
Aeroportul dispune de 2 piste. Pista 10/28 are suprafața de asfalt și dimensiunile 2.050 m × 45 m. Pista 10L/28R are suprafața de Iarbă și dimensiunile 800 m × 28 m. 